# Domaine agro industriel présidentiel de la N'sele
Le Domaine agro industriel présidentiel de la Nsele (DAIPN) est un domaine agricole créé en 1966 en République démocratique du Congo.

## Historique
Le Domaine agro industriel présidentiel de la Nsele est créé en 1966 par le président Mobutu. C’est dans ce domaine que l’ancien parti-État le Mouvement populaire de la révolution (MPR) est créé. Autrefois, les gens y allaient faire du tourisme.
En 2022, le président de la république Félix Tshisekedi souhaite redynamiser les activités du Domaine agro-industriel présidentiel de la Nsele (DAIPN).

## Description
- Superficie  : 4.000 hectares
- Lieu  : 40 km selon les sources au nord-est de Kinshasa, sur la RN1 -Kikwit / Kenge, le long de la rivière N’Sele et proche du fleuve Congo[3].